# 한국금융투자협회
한국금융투자협회(韓國金融投資協會, Korea Financial Investment Association, KOFIA)는 대한민국의 금융 기관 상호간의 업무질서 유지 및 공정한 거래를 확립하고 투자자를 보호하며 금융투자업의 건전한 발전을 위해 설립된 법인 단체이다. 자본시장과 금융투자업에 관한 법률에 의해 설치가 의무화된 자율규제기관이다. 2009년 2월 4일, 정식 출범하였다. 현재 금융투자협회는 대한민국 최대의 금융단체이다.
금융투자협회는 기존 대한민국의 금융 시장에 존재하고 있던 한국증권업협회, 자산운용협회, 선물협회를 합병하는 방법으로 설립되었다. 본사는 서울특별시 영등포구 의사당대로 143 금투센터에 위치하고 있다.

## 설립 근거
- 자본시장과 금융투자업에 관한 법률 제283조[5]

## 회원
금융투자협회의 회원이 될 수 있는 자는 금융투자업자, 그 밖에 금융투자업과 관련된 업무를 영위하는 자로서 대한민국 대통령령으로 정하는 자로 한다고 제시한다. 금융투자협회는 회원을 다음과 같이 구분하고 있다.
- 정회원: 금융투자인가업자(투자매매, 투자중개, 집합투자업, 신탁업)
- 준회원: 금융투자등록업자(투자일임, 투자자문업), 겸영금융투자업자
- 특별회원: 일반사무관리회사, 집합투자기구평가회사, 채권평가회사, 한국상장회사협의회, 코스닥상장법인협의회, 한국예탁결제원, 협회가입 희망자중 이사회 승인을 득한 자

2010년 3월 16일 기준으로, 정회원 148개 사(社), 준회원 94개 사, 특별회원 15개 사로써 총회원 257개 사로 구성되어 있다.

## 활동
자본시장과 금융투자업에 관한 법률의 투자권유준칙 항목에 따라 금융투자협회는 금융투자업자가 공통으로 사용할 수 있는 ‘표준투자권유준칙’을 제정할 수 있다. 2009년 2월 4일, 자본시장과 금융투자업에 관한 법률이 시행됨에 따라 금융투자협회는 표준투자권유준칙을 시행했다.

## 업무
금융투자협회는 다음의 업무를 담당한다.
1. 회원 간의 건전한 영업질서 유지 및 투자자 보호를 위한 자율규제업무
2. 회원의 영업행위와 관련된 분쟁의 자율조정(당사자의 신청이 있는 경우에 한한다)에 관한 업무
3. 다음 각 목의 주요직무 종사자의 등록 및 관리에 관한 업무
  1. 투자권유자문인력(투자권유를 하거나 투자에 관한 자문 업무를 수행하는 자를 말한다)
  2. 조사분석인력(조사분석자료를 작성하거나 이를 심사·승인하는 업무를 수행하는 자를 말한다)
  3. 투자운용인력(집합투자재산·신탁재산 또는 투자일임재산을 운용하는 업무를 수행하는 자를 말한다)
  4. 그 밖에 투자자 보호 또는 건전한 거래질서를 위하여 대통령령으로 정하는 주요직무 종사자
4. 증권시장에 상장되지 아니한 주권의 장외매매거래에 관한 업무
5. 금융투자업 관련제도의 조사·연구에 관한 업무
6. 투자자 교육 및 이를 위한 재단의 설립·운영에 관한 업무
7. 금융투자업 관련 연수업무
8. 자본시장과 금융투자업에 관한 법률 또는 다른 법령에 따라 위탁받은 업무
9. 자본시장과 금융투자업에 관한 법률 제286조 제1항 제1호부터 제8호까지의 업무 외에 대통령령으로 정하는 업무
10. 자본시장과 금융투자업에 관한 법률 제286조 제1항 제1호부터 제9호까지의 업무에 부수되는 업무

## 조직

### 한국금융투자협회
- 감사실

#### 회원서비스부문
- 증권·파생상품서비스본부
  - 증권지원부
  - 파생상품지원부
  - 채권부
  - K-OTC
- WM서비스본부
  - WM지원부
  - 연금지원부
  - 세제지원부
- 집합투자서비스본부
  - 자산운용지원부
  - 부동산신탁지원부

#### 경영기획본부
- 경영기획본부
  - 기획조사실
  - 국제부

#### 경영지원본부
- 경영지원실
- 홍보실
- 정보시스템실

#### 대외서비스부문
- 대외협력본부
  - 법무지원부
  - 부산지회
- 금융투자교육원
  - 금융투자교육부
  - 전문인력관리부

#### 자율규제위원장
- 자율규제본부
  - 자율규제기획부
  - 약관광고심사부
  - 소비자보호부